# 石井典子
石井 典子（いしい のりこ）は日本の薬剤師。
共立薬科大学を28回生として卒業。後に共立薬科大学同窓会会長となり、同大学総務担当常務理事を歴任する。この間の2006年に、慶應義塾大学との合併協議に基本合意をした。そして、2008年の慶應義塾大学薬学部への正式な合併に向けて同窓会をまとめた。その後、同大学薬学部KP会を設立し、三田会の登録団体として最初の会長を務める。平成22年11月に第33期の慶應義塾評議員に就任した。